# Jan Waszkiewicz
Jan Waszkiewicz (ur. 24 czerwca 1944 w Kielcach, zm. 25 marca 2021 we Wrocławiu) – polski matematyk, polityk i samorządowiec, nauczyciel akademicki, marszałek województwa dolnośląskiego w latach 1999–2001.

## Życiorys
Syn Tadeusza i Zofii. W 1966 ukończył studia z matematyki na Uniwersytecie Wrocławskim. Doktoryzował się w 1972 w Instytucie Matematycznym Polskiej Akademii Nauk na podstawie pracy pt. O teorii produktów uogólnionych systemów relacyjnych, której promotorem był Czesław Ryll-Nardzewski. W 1990 na Uniwersytecie Jagiellońskim uzyskał stopień naukowy doktora habilitowanego nauk humanistycznych w dyscyplinie filozofia (w oparciu o rozprawę poświęconą kulturowym uwarunkowaniom genezy matematyki). Po studiach pracował w Wyższej Szkole Pedagogicznej w Opolu, następnie do 1969 na Uniwersytecie Wrocławskim. W 1972 po obronie doktoratu został zatrudniony na Politechnice Wrocławskiej. Od 2001 zajmował stanowisko profesora w Instytucie Organizacji i Zarządzania tej uczelni. Wykładał również w Międzynarodowej Wyższej Szkole Logistyki i Transportu we Wrocławiu.
W drugiej połowie lat 70. związał się z opozycją demokratyczną, był współpracownikiem Komitetu Obrony Robotników i następnie KSS KOR. Pełnił funkcję redaktora naczelnego „Biuletynu Dolnośląskiego”. Wiosną 1980 został członkiem Towarzystwa Kursów Naukowych, a następnie także jego rady programowej. W 1980 wstąpił do „Solidarności”, był członkiem prezydium zarządu Regionu Dolny Śląsk i Komisji Krajowej związku. 8 października 1981 na pierwszym posiedzeniu Komisji Krajowej został wybrany do Prezydium KK. Na początku stanu wojennego brał udział w strajku w Stoczni Gdańskiej. 16 grudnia 1981 został aresztowany. Objęty postępowaniem karnym, w maju 1982 uniewinniony przez Sąd Wojewódzki w Gdańsku. W latach 1983–1989 działał w niezależnej Radzie Edukacji Narodowej.
Początkowo deklarował się jako przeciwnik Okrągłego Stołu, dołączył jednak do Komitetu Obywatelskiego przy Lechu Wałęsie. Należał do Kongresu Liberalno-Demokratycznego, Ruchu Stu i RS AWS. W latach 1995–1998 zajmował stanowisko zastępcy dyrektora Biura Rozwoju Wrocławia. Z ramienia AWS sprawował mandat radnego Sejmiku Województwa Dolnośląskiego. 1 stycznia 1999 rozpoczął urzędowanie na stanowisku marszałka województwa dolnośląskiego, pierwszego po utworzeniu tej funkcji. Pełnił ją do 2001. W 2004 bez powodzenia kandydował do Parlamentu Europejskiego z ramienia NKWW Macieja Płażyńskiego.
Był jednym z pomysłodawców i współorganizatorem Dolnośląskiego Forum Politycznego i Gospodarczego w Krzyżowej, a także jednym z inicjatorów Dolnośląskiego Certyfikatu Gospodarczego. Działał na rzecz osób z niepełnosprawnością intelektualną, w latach 1992–1995 był członkiem zarządu krajowego Fundacji im. Brata Alberta.
Autor książki Jak Polak z Polakiem? Szkice o kulturze negocjowania (1997).
Zmarł na skutek COVID-19 w okresie światowej pandemii tej choroby. Wcześniej w tym samym miesiącu (2 marca) zmarła jego żona Agnieszka Wojciechowska-Waszkiewicz, doktor nauk matematycznych, emerytowany pracownik Instytutu Matematycznego Uniwersytetu Wrocławskiego, w latach 1992–2012 redaktor naczelna czasopisma dla nauczycieli „Matematyka”. Małżonkowie zostali pochowani na cmentarzu Świętej Rodziny na wrocławskim Sępolnie.

## Odznaczenia i wyróżnienia
W 1991 został laureatem Nagrody im. Samuela Dicksteina, przyznawanej przez Polskie Towarzystwo Matematyczne za wybitne osiągnięcia w dziedzinie historii matematyki, edukacji matematycznej i popularyzacji matematyki.
W 2011 prezydent Bronisław Komorowski odznaczył go Krzyżem Oficerskim Orderu Odrodzenia Polski. W 2015 został odznaczony Odznaką Honorową za Zasługi dla Samorządu Terytorialnego.
W 2012 Sejmik Województwa Dolnośląskiego wyróżnił go Złotą Odznaką Honorową Zasłużony dla Województwa Dolnośląskiego. W 2021 został pośmiertnie odznaczony Złotą Odznaką Honorową Wrocławia.